# Labroides rubrolabiatus
Labroides rubrolabiatus là một loài cá biển thuộc chi Labroides trong họ Cá bàng chài. Loài cá này được mô tả lần đầu tiên vào năm 1958.

## Từ nguyên
Từ định danh của loài cá này, rubrolabiatus, trong tiếng Latinh có nghĩa là "môi đỏ", ám chỉ màu đỏ của môi ở loài cá này.

## Phạm vi phân bố và môi trường sống
L. rubrolabiatus có phạm vi phân bố rộng rãi ở khu vực Trung Thái Bình Dương. Loài này được ghi nhận chủ yếu ở một vài đảo quốc, quần đảo thuộc châu Đại Dương, bao gồm Fiji, quần đảo Samoa, Tonga, quần đảo Cook, quần đảo Line, quần đảo Society và một số vùng lãnh thổ trong Polynésie thuộc Pháp, quần đảo Pitcairn. Những ghi nhận về sự xuất hiện của L. rubrolabiatus tại Philippines được xác định là không phải, còn những ghi nhận tại Vanuatu, New Caledonia và phía bắc rạn san hô Great Barrier cần được xác định rõ hơn.
L. rubrolabiatus sống gần các rạn san hô viền bờ và các rạn san hô trong các đầm phá ở độ sâu đến 32 m.

## Mô tả
Chiều dài cơ thể tối đa được ghi nhận ở L. rubrolabiatus là 9 cm. L. rubrolabiatus có thân mảnh, thuôn dài với phần mõm nhọn. Đuôi hơi bo tròn. Cá trưởng thành có một dải sọc màu đen từ mõm băng qua mắt, chạy dọc theo hai bên thân trước. Đầu và nửa thân trước có màu xám hơi ánh vàng. Nửa thân sau có màu vàng cam sẫm. Cuống đuôi và vây đuôi có màu đen, rìa dưới và trên có màu xanh lam sáng. Vây lưng và vây hậu môn có màu vàng nhạt. Môi của L. rubrolabiatus có màu đỏ, là điểm đặc trưng của loài cá này so với những loài trong chi Labroides.

## Sinh thái
Tất cả những loài trong chi Labroides đều có chung một tập tính, đó là ăn những loài giáp xác ký sinh, mô chết và dịch nhầy của những loài động vật khác. Vì vậy, chúng được xem là những loài cá dọn vệ sinh. L. rubrolabiatus hoạt động chủ yếu vào ban ngày; vào ban đêm, chúng có thể tạo ra một lớp kén bọc lấy cơ thể từ dịch nhầy để bảo vệ bản thân trước những kẻ săn mồi.